# Luis María de Borbón y Vallabriga
Luis María de Borbón (y Vallabriga; Cadalso de los Vidrios, Spanyolország, 1777. május 22. – Madrid, Spanyolország, 1823. március 19.), spanyol arisztokrata származású liberális egyházi személyiség, toledói érsek, az ország prímása 1800 és 1823 között. Az egyházi pálya előtt világi címe apja után Chinchón 14. grófja és San Martín de la Vega 1. márkija volt. Ő volt Lajos infáns egyetlen fia, IV. Károly spanyol király unokatestvére. VII. Ferdinánd király távollétében a Spanyol Birodalom régense is volt 1813 márciusa és 1814 áprilisa között.

## Életrajza

### Ifjúkora

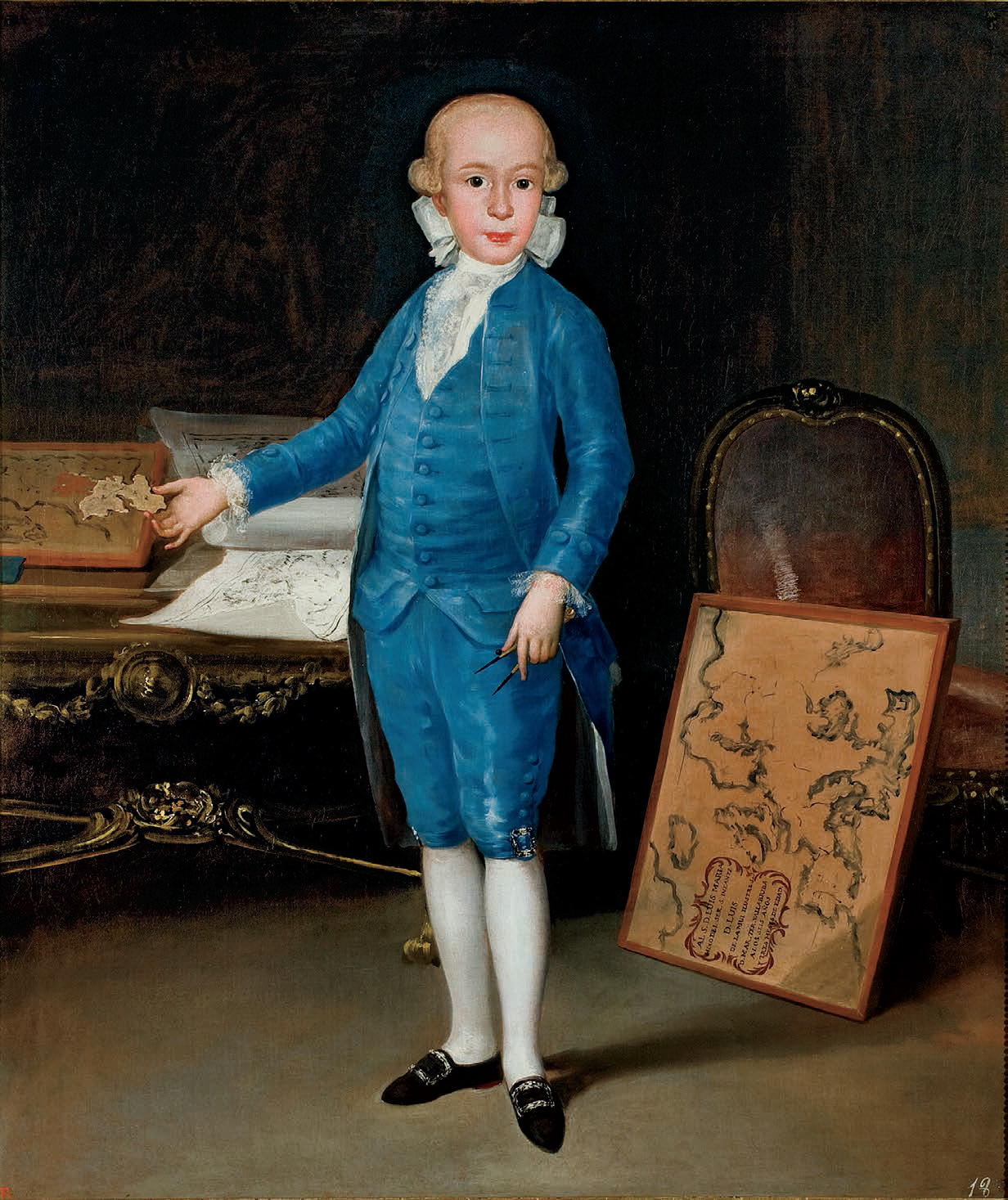
A gyermek Luis María Goya 1783-as munkáján (Zaragoza)

Az ifjú Cadalso de los Vidriosban született Villena márki palotájában 1777. május 22-én, minden különösebb rang nélkül. Ő volt Lajos infáns és María Teresa de Vallabriga morganatikus házasságából való elsőszülött és egyetlen fiúgyermek. A rangon aluli házasság miatt Luis María korai éveiben – testvéreivel együtt –, nem kaphatta meg apjuk családnevét, a Bourbont, és nem járt nekik semmilyen egyéb kiváltság sem.
1779-ben a család az Arenas de San Pedro-i birtokukra költözött, ahol apjuk számos neves művészt látott vendégül, köztük az ismert festőművészt, Francisco de Goyát. A festő 1783-ban készítette a Lajos infáns családja című művét, amin az infáns családtagjai mellett még Luigi Boccherini zeneszerző, Lajos egy másik pártfogoltja is látható. Goya az évek során számos művet készített a család tagjairól.

### Késöbbi pályafutása

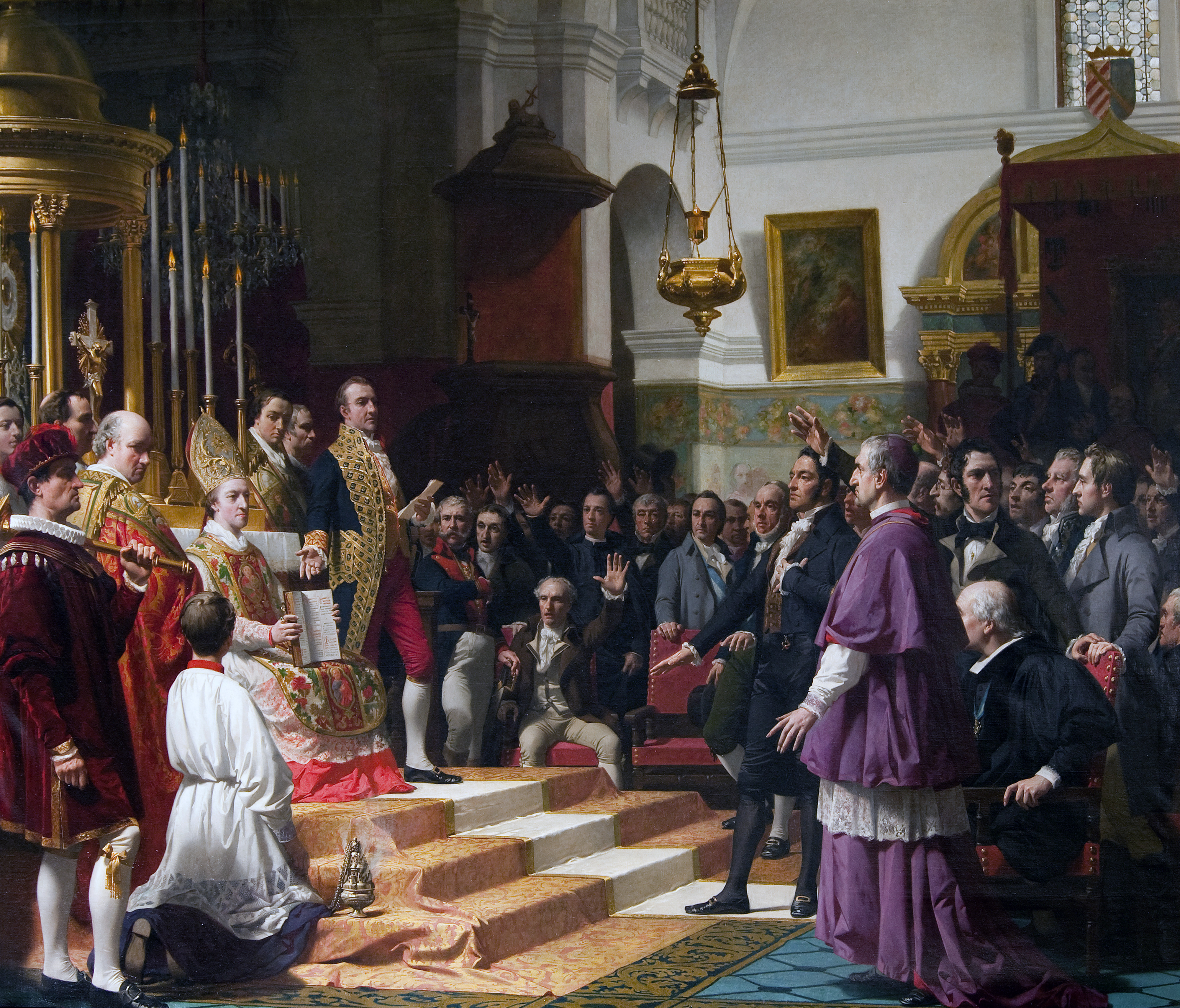
A Luis bíboros elnökletével zajló cádizi kormány 1810-es eskütétele. A festmény a spanyol Képviselőház madridi főépületében, a Palacio de las Cortesban található.

Apja 1785-ös halála után nagybátyja, III. Károly spanyol király úgy határozott, hogy egyházi pályára küldi Luis Maríát, két húgát, María Teresát és María Luisát pedig apácának adja. Miután a gyermekeket elválasztották anyjuktól, Toledóba küldték őket Francisco Antonio de Lorenzana bíboros gondnoksága alá. A király el akarta kerülni, hogy öccse gyermekeinek további utódai születhessenek, akik potenciális kihívói lehetnek az ő külföldön született gyermekeinek. Mindez azonban nem ment szembe az ifjú Luis María akaratával, aki apjával ellentétben maga is érzett egyházi elhivatottságot. Lajos infánst gyermekként szintén egyházi pályára küldték, ő maga azonban 1754-ben felhagyott minden tisztségével.

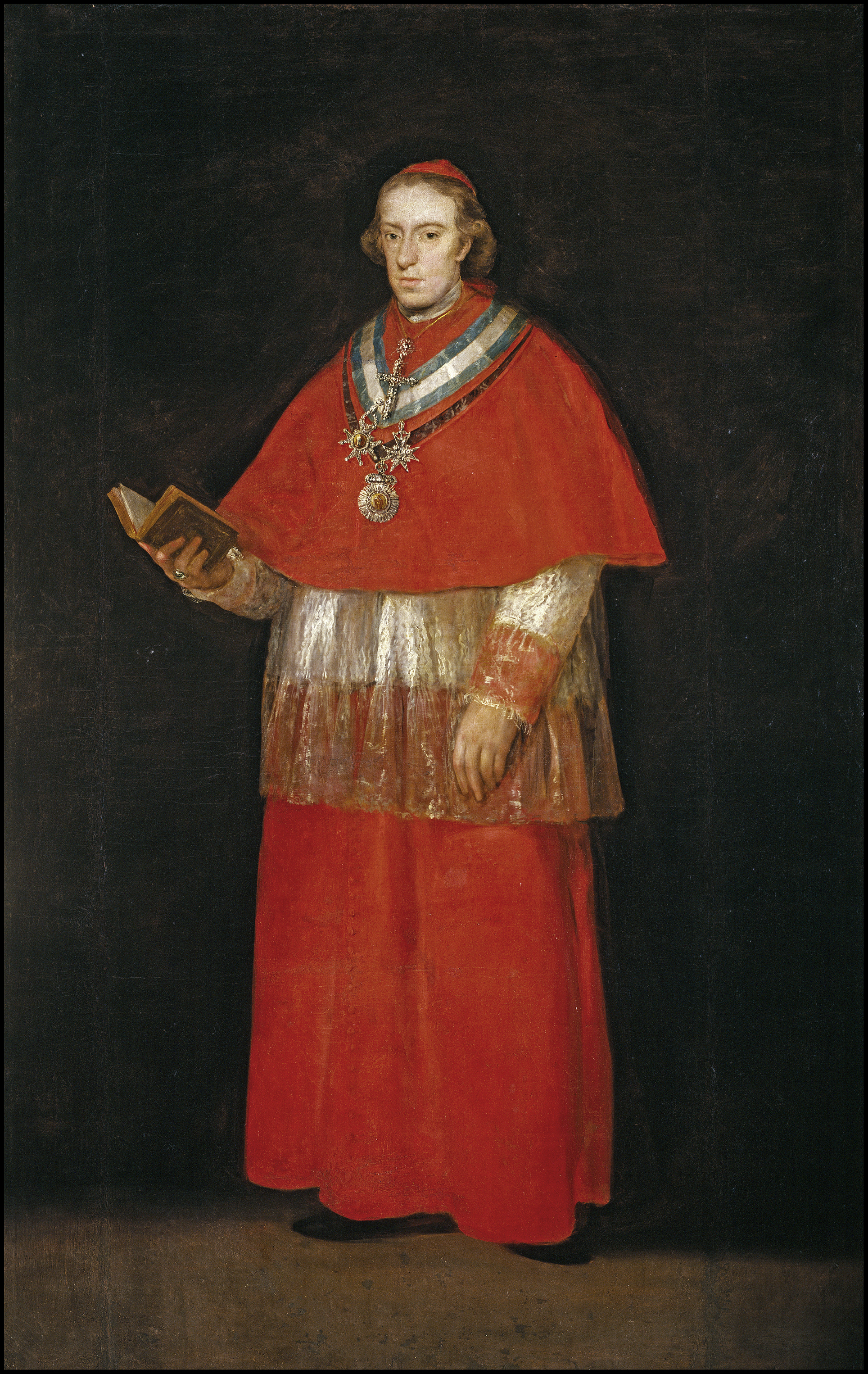
Luis María de Borbón bíborosi öltözetben 1800 körül (Prado)

Luis María gyorsan ívelt felfelé az egyházi és világi ranglétrán: 1793-ban Talavera főesperese lett, majd a következő évben megkapta apja után a Chinchón grófja címet, amit 1803-ban nővérének, María Teresának adott, aki 1797-ben ment hozzá Manuel Godoy miniszterelnökhöz. Sógora közreműködésével 1800-ban kinevezték toledói érseknek, valamint a Santa Maria della Scala bíboros-papjává. Még 1799-ben kitüntették a Spanyolország nagyérdeműje díjjal, ami az ország harmadik legmagasabb nemesi méltósága az Asztúria hercege és a Spanyolország infánsa után, 1820-ban pedig az Aranygyapjas rend lovagjává avatták.
Amikor Napóleon császár csapatai 1808-ban megszállták Spanyolországot, Luis María bíboros volt a királyi család egyetlen tagja, aki az országban marad. Andalúziába menekült, majd részt vett a cádizi nemzetgyűlésen, ahol aláírta a spanyol inkvizíciót eltörlő rendeletet is. 1813-ban, a franciák kivonulását követően a régensi tanács elnöke lett egészen 1814-ig, unokaöccse, VII. Ferdinánd király visszatéréséig. A király, miután újra trónra került, eltörölte az 1812-es spanyol alkotmányt az abszolút monarchia visszaállítása érdekében. 1820-ban Rafael del Riego tábornok vezetésével azonban visszaállították az alkotmányosságot és három évig egy liberális kormányzat vezette az országot. Az úgynevezett „Trienio Liberal” időszakában a bíboros végig vezető kormányzati szerepet töltött be.
1823. március 19-én, életének negyvenötödik évében hunyt el a spanyol fővárosban, Madridban.